# ۱۳۳۹ (قمری)
۱۳۳۹ (قمری)، هزار و سیصد و سی و نهمین سال در گاهشماری هجری قمری است. اول محرم این سال برابر با پانزدهم سپتامبر سال ۱۹۲۰ میلادی است.

## وابسته
- صادق خان اکبر
- پوراندخت‌نامه